# Estación de Paralelo
Paralelo (en catalán y oficialmente Paral·lel) es una estación de las líneas 2 y 3 de Metro de Barcelona situada bajo la avenida del Paralelo en Barcelona. Es punto de enlace de dichas líneas con el funicular de Montjuïc.
La estación se inauguró en 1970 con el nombre de Pueblo Seco (al estar situada en el barrio del mismo nombre) formando parte de la entonces línea III. En 1975 se convirtió en la estación de cambio de tren de la línea III a la línea IIIB por diferencias de alimentación hasta que en 1982 se unificaron ambas líneas y se convirtieron en la actual línea 3. En ese momento se cambió el nombre de la estación por el actual de Paralelo.
En 1997 se inauguraron los andenes de la línea 2, de la que es estación terminal. En el futuro, la estación de la línea 2 se cerrará al prolongarse desde Sant Antoni hacia el Aeropuerto de Barcelona, desviándose hacia Poble Sec (L3). El túnel entre esta estación y la de Sant Antoni se cerrará y servirá para cocheras.
| << cabecera           | < estación         | línea | estación >             | cabecera >>           |
| --------------------- | ------------------ | ----- | ---------------------- | --------------------- |
| Metro                 |                    |       |                        |                       |
| terminal              | terminal           |       | Sant Antoni            | Badalona Pompeu Fabra |
| Zona Universitaria    | Poble Sec          |       | La Rambla \| Drassanes | Trinitat Nova         |
| Funicular de Montjuic |                    |       |                        |                       |
| Parque de Montjuic    | Parque de Montjuic |       | terminal               | terminal              |